# Nafadotrid
Nafadotrid je dopaminski antagonist se relativno dobrom selektivnošću za D3 podtip (9.6 puta je seleltivniji za D3 nego D2).